# Гіброн-Естейтс (Кентуккі)
Гіброн-Естейтс (англ. Hebron Estates) — місто (англ. city) в США, в окрузі Буллітт штату Кентуккі. Населення — 1014 особи (2020).

## Географія
Гіброн-Естейтс розташований за координатами 38°3′0″ пн. ш. 85°40′5″ зх. д. / 38.05000° пн. ш. 85.66806° зх. д. (38.049910, -85.667917).  За даними Бюро перепису населення США в 2010 році місто мало площу 1,60 км², уся площа — суходіл.

## Демографія
Згідно з переписом 2010 року, у місті мешкало 1087 осіб у 445 домогосподарствах у складі 334 родин. Густота населення становила 681 особа/км².  Було 456 помешкань (286/км²).
Расовий склад населення:
| - 95,8 % — білих - 1,0 % — азіатів - 0,4 % — чорних або афроамериканців - 0,3 % — корінних американців |

До двох чи більше рас належало 2,3 %. Частка іспаномовних становила 1,0 % від усіх жителів.
За віковим діапазоном населення розподілялося таким чином: 15,5 % — особи молодші 18 років, 68,3 % — особи у віці 18—64 років, 16,2 % — особи у віці 65 років та старші. Медіана віку мешканця становила 48,0 року. На 100 осіб жіночої статі у місті припадало 100,6 чоловіків;  на 100 жінок у віці від 18 років та старших — 104,7 чоловіків також старших 18 років.
Середній дохід на одне домашнє господарство  становив 71 859 доларів США (медіана — 61 339), а середній дохід на одну сім'ю — 84 645 доларів (медіана — 71 023). Медіана доходів становила 48 750 доларів для чоловіків та 46 250 доларів для жінок. За межею бідності перебувало 3,7 % осіб, у тому числі 2,0 % дітей у віці до 18 років та 6,0 % осіб у віці 65 років та старших.
Цивільне працевлаштоване населення становило 618 осіб. Основні галузі зайнятості: мистецтво, розваги та відпочинок — 21,5 %, роздрібна торгівля — 18,4 %, виробництво — 13,8 %, освіта, охорона здоров'я та соціальна допомога — 12,1 %.